# Francesc Osset

Francesc Osset va néixer a finals del s. XV o a principis del s. XVI.

## Biografia
Ciutadà honrat. Doctor en medicina. Més tard va ser nomenat rector de l'Estudi General de Barcelona, càrrec que va exercir quatre cops, el primer entre l'1 d'agost de 1538 i el 31 de juliol de 1539, i més endavant els períodes 1545-1546, 1554-1555 i 1568-1570.
També va ser Canceller entre març i agost de 1557 i Tresorer els períodes 1539-1540 i 1552-1553.
Relacionat amb la Inquisició, formà part del Tribunal de Barcelona.
Va morir a finals del segle xvi.